# La Mazière-aux-Bons-Hommes
 La Mazière-aux-Bons-Hommes  es una comuna (municipio) de Francia, en la región de Lemosín, departamento de Creuse, en el distrito de Aubusson y cantón de Crocq.
Su población en el censo de 1999 era de 73 habitantes.
Está integrada en la Communauté de communes du Haut Pays Marchois.

## Demografía
| 204 | 22 feux | 484 | 495 | 446 | 371 |
| Para los censos de 1962 a 1999 la población legal corresponde a la población sin duplicidades (Fuente: INSEE [Consultar]) |         |     |     |     |     |